# دراسپید بالا
دراسپید بالا، یک آبادی از توابع بخش چترود، شهرستان کرمان در استان کرمان است.

## جمعیت
این آبادی در دهستان معزیه قرار دارد و براساس سرشماری مرکز آمار ایران در سال ۱۳۹۵، خالی از سکنه دائم بوده‌است.